# Прийти першим
«Прийти першим» (кит. трад.: 破風; спрощ.: 破风) — гонконзький спортивно-драматичний фільм, знятий Данте Ламом. Прем'єра стрічки в Гонконзі відбулась 6 серпня 2015 року. Фільм був висунутий Гонконгом на премію «Оскар-2016» у номінації «найкращий фільм іноземною мовою».

## У ролях
- Едді Пенг
- Шон Доу
- Чхве Сі Вон
- Ванг Луодан
- Карлос Чан